# Краковец
Кракове́ц (укр. Краковець) — посёлок (с 1957 г.) в Яворовской городской общине Яворовского района Львовской области Украины. Расположен между р. Шкло и Ожомля, в 23 км от Яворова. Недалеко от Краковца с 1998 года находится крупнейший в Восточной Европе пропускной пункт на польско-украинской границе — «Краківець».

## История
Краковец известен с XIV века со времен Галицко-Волынского княжества. В 1423 году король Ягайло передал Краковец семейству Фредро — позже этот род прославил драматург Александр Фредро. В 1425 году городу было предоставлено Магдебургское право. В конце XVI столетия эта местность принадлежала волынскому воеводе князю Александру Острожскому (1571—1603), который в 1590 году построил в Краковце оборонный замок.
После раздела Польши город находился в собственности князей Лотарингских (с 1813), затем графов Потоцких и князей Любомирских, a с конца XIX в. до начала Второй мировой войны — графов Лубенских.
Во ІІ половине XVIII в., местный шляхтич Игнаций Цетнер создал здесь свою резиденцию — дворец с двумя флигелями, просуществовавший до 1835 г. В 1786 во дворце Цетнеров находилась богатая коллекция картин и природных уникумов .
Новый дворец, построенный в огромном (60 га) парке, который сравнивали со знаменитой Софиевкой просуществовал до Первой мировой войны. По преданию, здешний парк, расположенный в 2 км от современного центра поселка, заложил известный тогда французский ландшафтный специалист Franz Tacher de la Pegerie, который позже создавал парковые шедевры в Крыму.
В 1880 в городе проживали 1891 поляков, русинов (так в то время называли украинцев), евреев, армян и немцев.

## В настоящее время
Рядом с Краковцом с 1998 года находится крупнейший в Восточной Европе пропускной пункт на украинско-польской границе, соединяющий польскую национальную автостраду № 4 и украинскую дорогу международного значения М10, которые в свою очередь являются частью европейского маршрута Е40, с пропускной способностью до 5 тысяч легковых автомобилей за сутки.
В настоящее время завершены работы по строительству 84-километровой автомобильной дороги Львов — Краковец, которая станет продолжением панъевропейского транспортного коридора № 3. Она будет проходить через Берлин, Дрезден, Вроцлав, Львов и Киев . Благодаря этой дороге за 12 часов можно будет добраться из Западной Европы в Киев.

## Памятники
- Костел св. Иакова Апостола (1785—1787) — построенный в неоклассическом стиле на средства И. Цетнера. В 1846 г. имел 7 алтарей.
- Синагога, датируемая первой половиной ХІХ ст. с украшенным пилястрами фасадом.
- памятник генералу УПА Роману Шухевичу.

## Галерея
|  |  |  |